# Булбук (Алба)
Булбук (рум. Bulbuc) насеље је у Румунији у округу Алба у општини Черу-Бакаинци. Општина се налази на надморској висини од 744 m.

## Становништво
Према подацима из 2002. године у насељу је живело 27 становника, од којих су сви румунске националности.